# زراوند دائم الخضرة
الزراوند دائم الخضرة أو سُورَنبَات (باللاتينية: Aristolochia sempervirens) نوع نباتي ينتمي إلى جنس الزراوند من الفصيلة الزراوندية.

## الموئل والانتشار
موطنه بلاد الشام وقبرص وتركيا واليونان وصقلية.

## معرض الصور

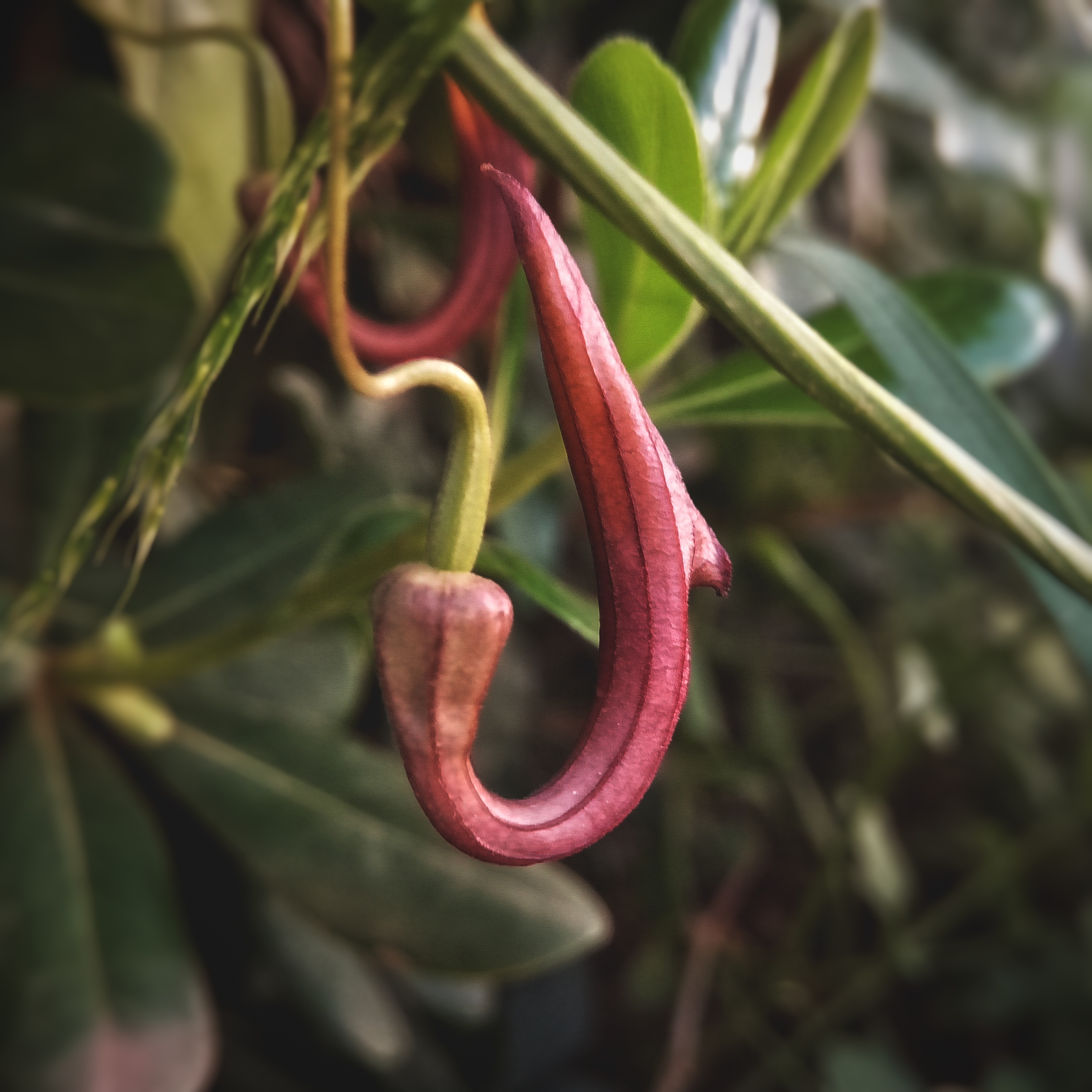
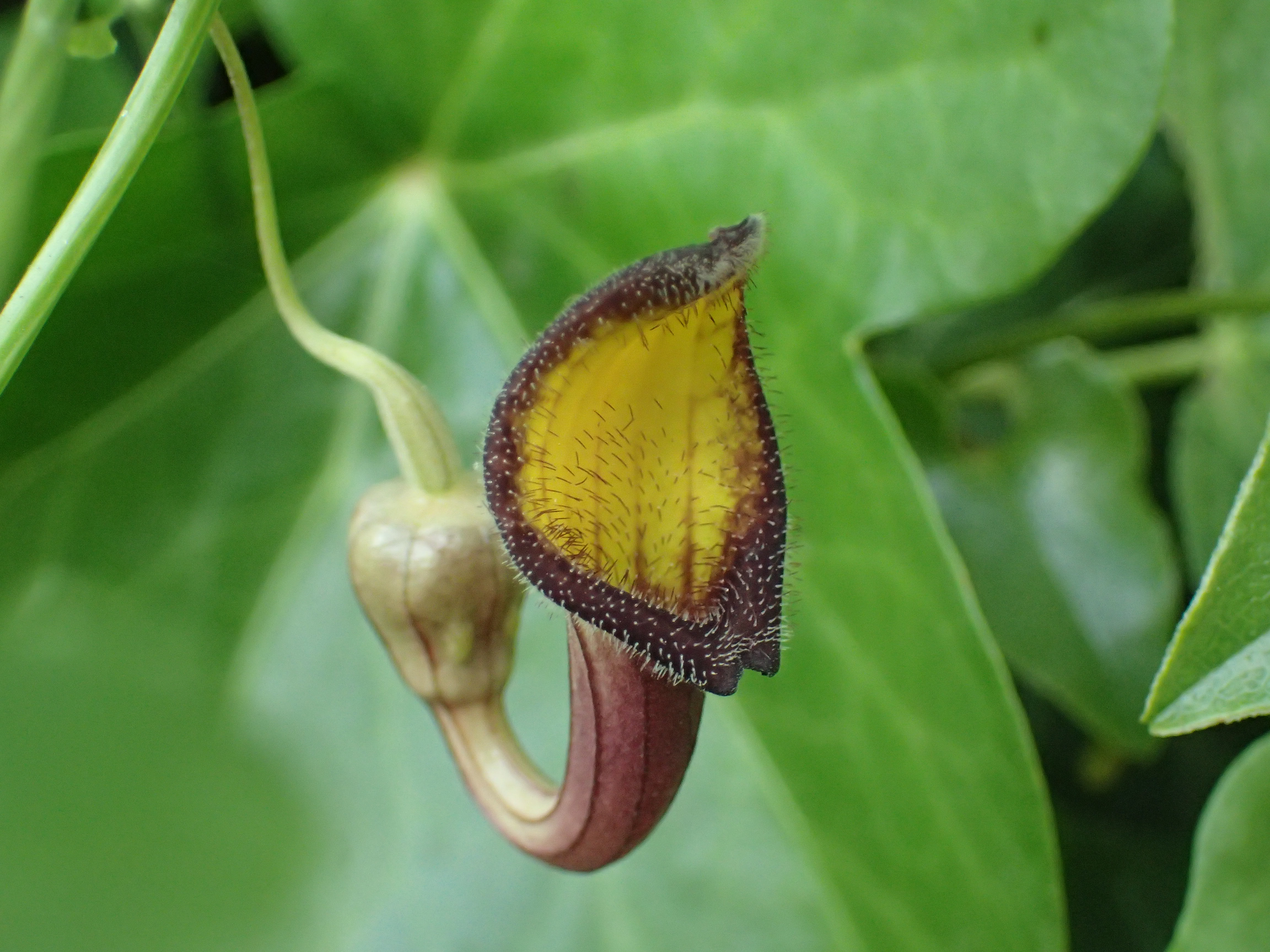
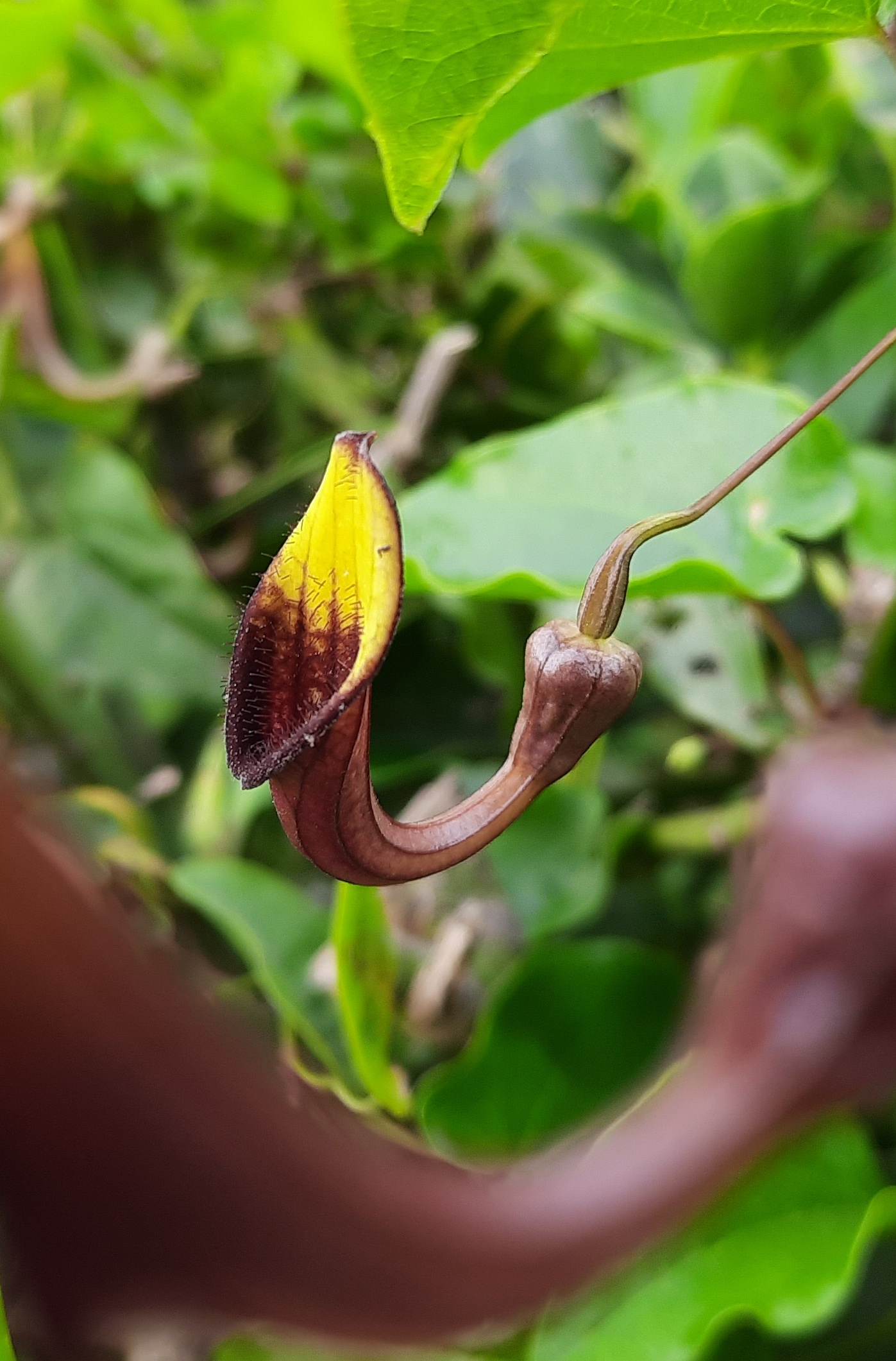
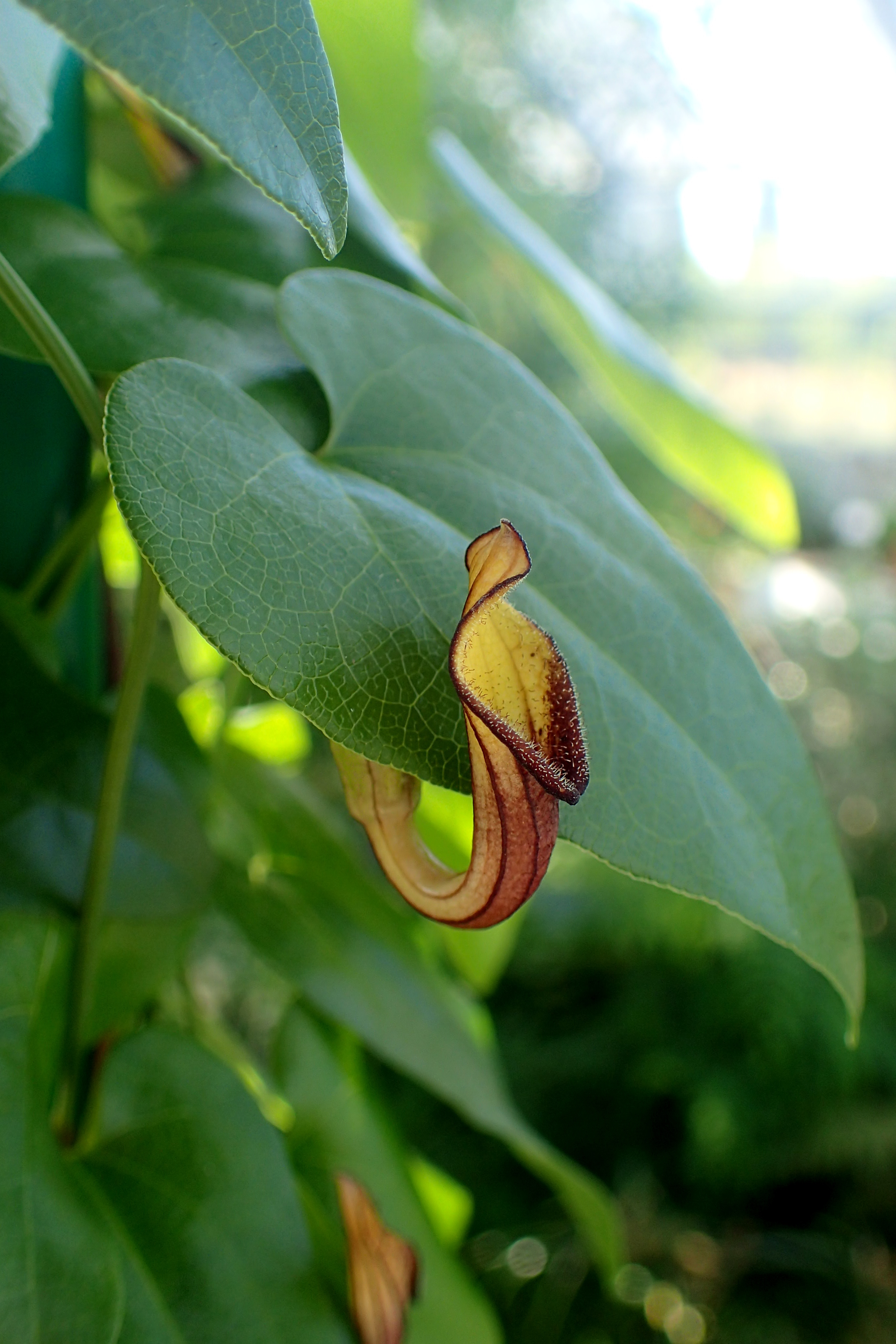
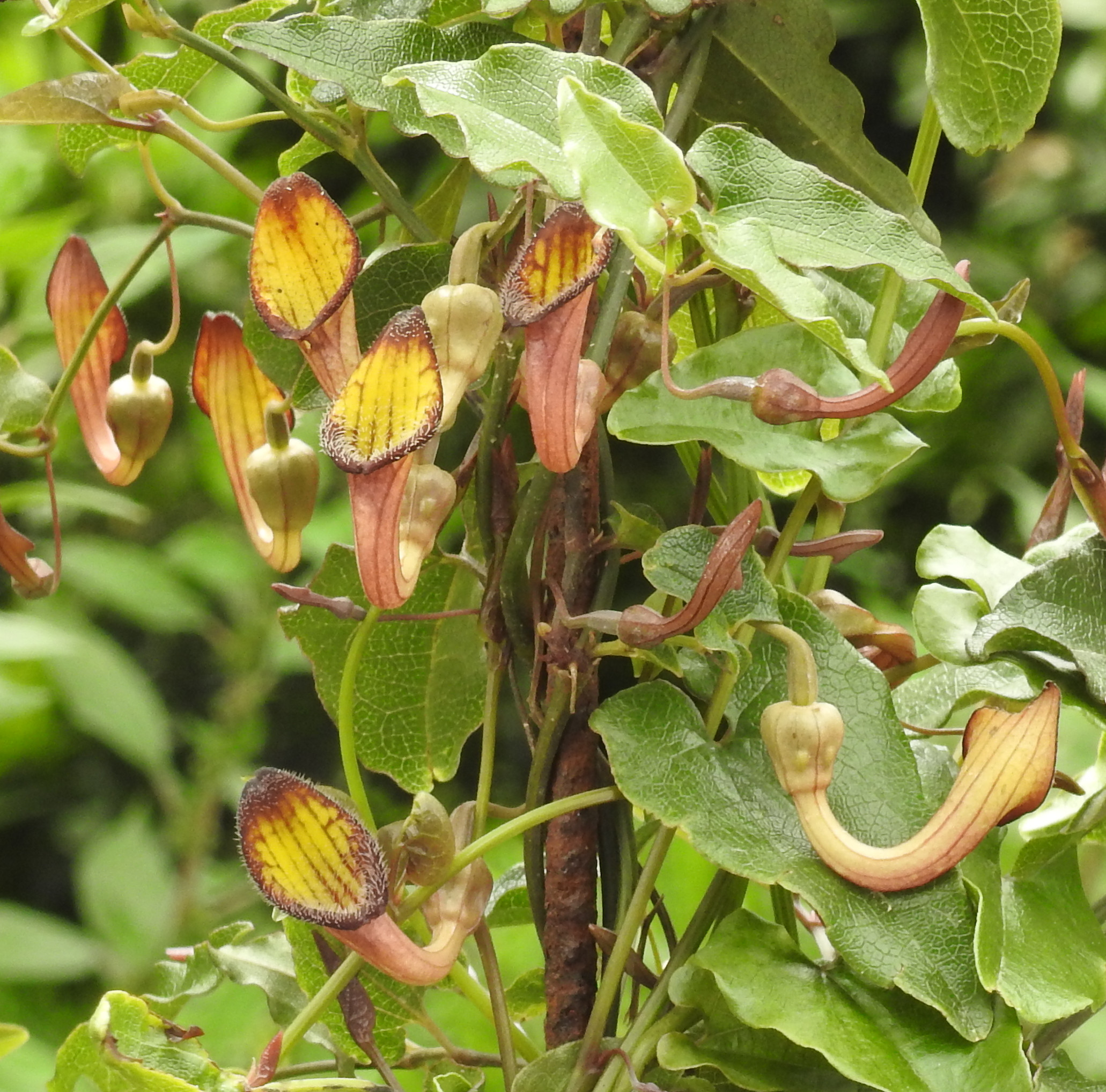
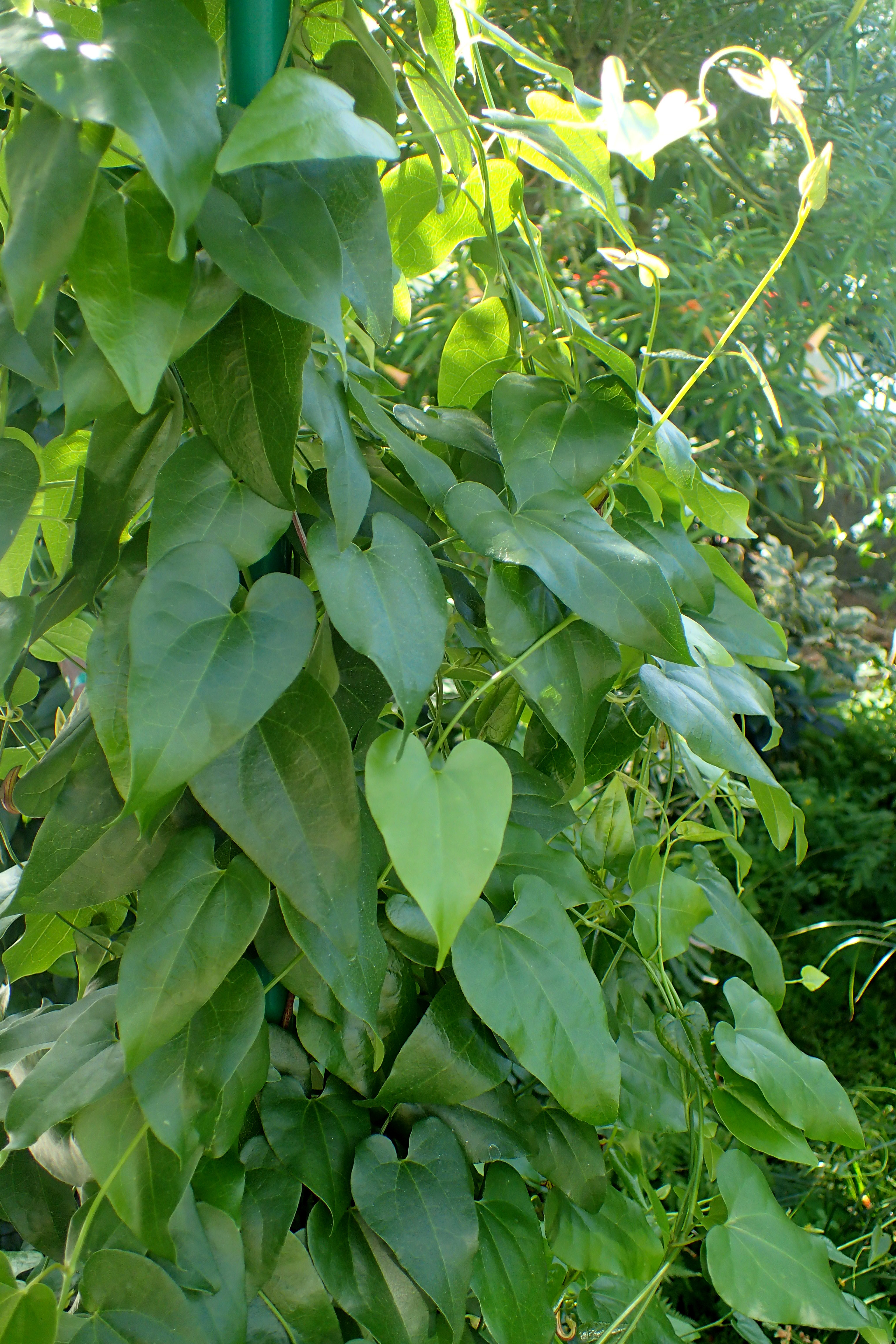

## مرادفات للاسم العلمي
- (باللاتينية: Aristolochia altissima Desf.)
- (باللاتينية: Aristolochia sempervirens subsp. altissima (Desf.) Greuter)